# Chirurgia refrattiva

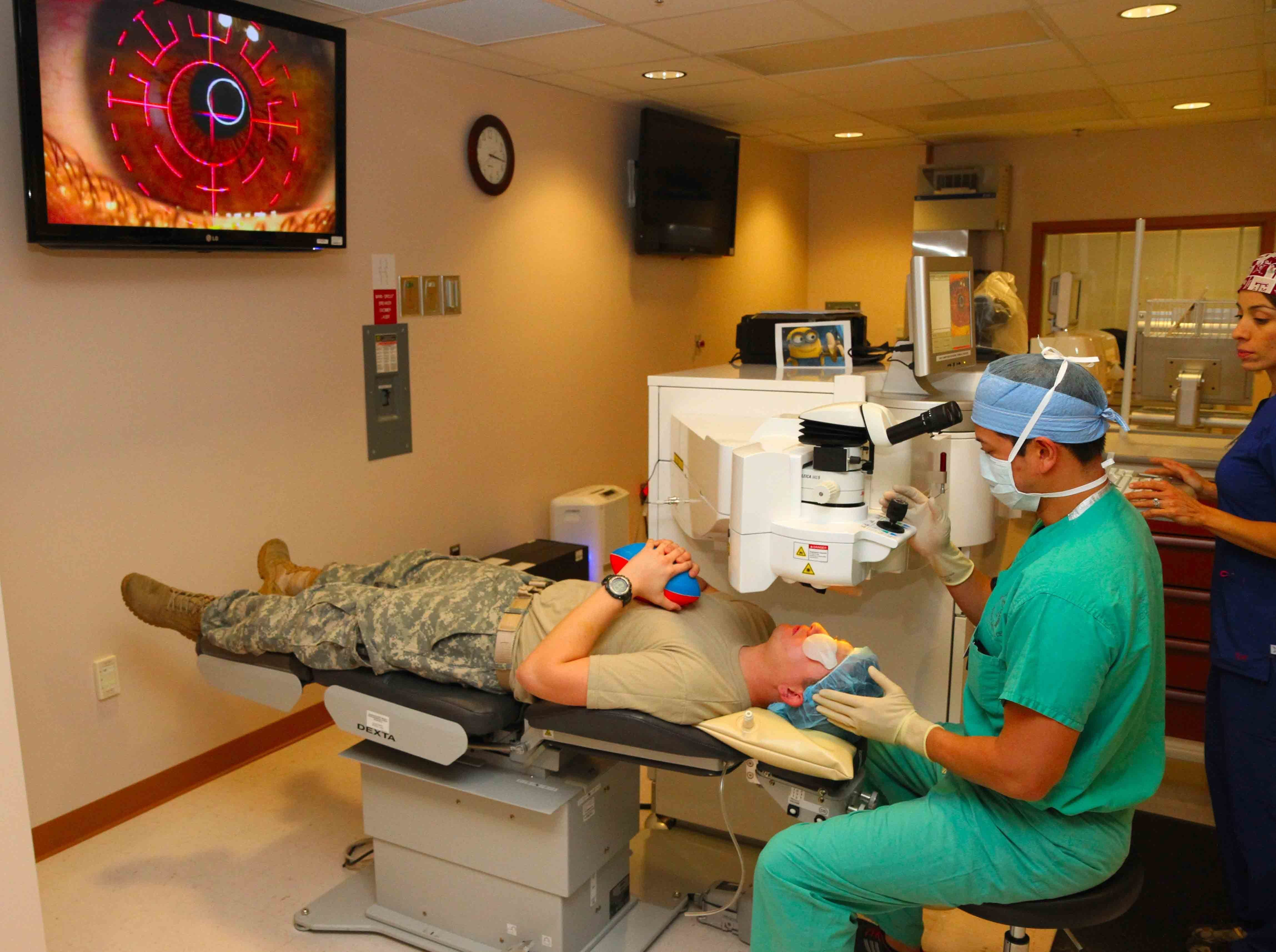
Intervento di chirurgia refrattiva PRK nel 2014

La chirurgia refrattiva è un tipo di chirurgia usata dal medico oculista per correggere, intervenendo sulla cornea o sul cristallino, i vizi refrattivi dovuti a un difetto di focalizzazione delle immagini sulla retina.
Tali difetti sono principalmente la miopia, l'ipermetropia e l'astigmatismo; a essi si deve aggiungere la presbiopia; la loro entità viene espressa in diottrie e, nel caso dell'astigmatismo, anche da un asse (espresso in gradi), che ne indica l'orientamento. Tutti i vizi refrattivi possono essere corretti ricorrendo a diversi tipi di intervento: la classificazione primaria è tra chirurgia corneale e intraoculare.
I suddetti difetti possono essere normalmente corretti con l'uso di occhiali e lenti a contatto. L'intervento chirurgico è generalmente consigliato o quando tali ausili prescritti dal medico oculista non sono ben sopportati, come in: difetti forti, difetti molto sbilanciati tra un occhio e l'altro, casi di intolleranza alle lenti, attività lavorative dove l'uso di lenti costituisca un problema (ad esempio nell'aviazione), oppure semplicemente per la volontà di divenire liberi dagli ausili nella vita di tutti i giorni.
Il valore del difetto deve essere misurato da un oculista, che prima dell'eventuale intervento chirurgico deve ottenere una serie di dati. I più importanti sono: la misurazione del difetto visivo, la topografia corneale (la curvatura della superficie oculare), la pachimetria (misurazione dello spessore della cornea) e il diametro della pupilla (in dilatazione e non).
L'intervento è generalmente definitivo, richiede un breve periodo di assestamento che varia a seconda della tecnica utilizzata e non sempre c'è garanzia dell'ottenimento di una visione perfetta (10/10). Sebbene la capacità visiva migliori sempre, talvolta, nei casi più gravi, potrebbe permanere un piccolo residuo di vizio refrattivo, che spesso può essere corretto grazie a un secondo intervento di minore entità.

## Chirurgia refrattiva corneale
La correzione dei difetti refrattivi avviene tramite il rimodellamento della cornea, in modo da correggere il difetto di refrazione e migliorare la vista del paziente.
Questi interventi sono generalmente poco invasivi ed effettuati in anestesia locale, con l'applicazione di collirio anestetico. Il medico utilizza costantemente un microscopio operatorio per osservare la cornea. Viene richiesta una buona collaborazione da parte del paziente ed una corretta applicazione della terapia assegnata dal medico, sia pre sia post-operatoria.

### Cheratomileusi
Tecnica chirurgica inventata nel 1964 dal medico spagnolo José Ignacio Barraquer: prevede la rimozione, il congelamento, la modifica e il reinserimento del disco corneale nell'occhio del paziente. La cheratomileusi è alla base di molte tecniche chirurgiche odierne effettuate tramite laser.

### Cheratofachia
Altra tecnica chirurgica inventata da José Ignacio Barraquer nel 1964, consiste nell'inserimento di un disco corneale - naturale o artificiale - nella cornea del paziente per modificarne la forma ed eliminare il difetto rifrattivo.

### PRK
La tecnica PRK (sigla di PhotoRefractive Keratectomy, fotocheratectomia refrattiva) è efficace su miopia, astigmatismo e ipermetropia. Si utilizza il laser a eccimeri, che asporta i tessuti per evaporazione con la precisione del millesimo di millimetro (micron).
Il medico asporta prima manualmente la parte superficiale della cornea, detta epitelio, poi esegue l'ablazione col laser. Una volta finito applica una lente a contatto protettiva che sarà tolta durante i successivi controlli, quando l'epitelio si sarà riformato o quando il medico lo riterrà opportuno.
A differenza della tecnica LASIK, la PRK non prevede creazione di un lempo corneale, il che la rende particolarmente adatta a pazienti con cornee sottili o altre condizioni che rendono la LASIK meno sicura.
Effetti collaterali nei primi giorni possono essere: fastidio, lacrimazione, senso di corpo estraneo e fotofobia.
Altri effetti temporanei, ma più lenti a scomparire, possono essere: ipermetropia, nei miopi, dovuta all'eccessiva correzione, e opacizzazione dovuta alla cicatrizzazione. Solo in rari casi la cicatrizzazione può lasciare tracce permanenti che riducono la qualità della vista. Il risultato effettivo inizia a comparire dai primi giorni, mentre per arrivare al completamento refrattivo possono passare dai 2 ai 6 mesi.

### LASEK
LASEK (acronimo di LASer Epithelial Keratomileusis, cheratomileusi laser epiteliale) è un trattamento simile al PRK, che però prevede il sollevamento dell'epitelio originale anziché la sua rimozione.
L'epitelio viene preservato con una soluzione alcolica al 15-20%, che ne indebolisce anche l'adesione, sollevato ma non completamente asportato, e ribaltato di lato (flap epiteliale). Quindi si applica il laser ad eccimeri come nel PRK, e infine si riporta l'epitelio nella sua posizione originale, dove si risalda da solo (senza punti di sutura). La lente a contatto protettiva si applica sopra l'epitelio rimasto in buona parte intatto; non occorre quindi attendere che si riformi da zero. È molto importante non urtare o strofinare l'occhio per qualche giorno.
La tecnica è stata introdotta dal dott. Massimo Camellin nel 1998.

### Epi-LASIK
Variante della Lasek. L'epitelio non viene scollato dallo stroma sottostante con una soluzione alcolica, ma meccanicamente con uno strumento separatore chiamato epicheratomo. In questo modo l'epitelio conserva in parte la sua vitalità. Il recupero visivo e il dolore sono minori rispetto alla PRK.

### LASIK
La tecnica LASIK (acronimo di Laser-ASsisted In situ Keratomileusis, cheratomileusi laser assistita in situ) è un trattamento misto abbinato al laser a eccimeri.
Prima di applicare il laser, il chirurgo rimuove un sottile strato di cornea usando un microcheratomo o micropialla (laser o meccanico). Questa fetta di tessuto non viene eliminata, ma ribaltata di lato per creare un "flap" corneale, una specie di sportello sotto il quale viene effettuato il trattamento con il laser. Al termine, lo strato di cornea viene riposizionato e si risalda da solo (senza punti di sutura). È molto importante non urtare o strofinare l'occhio per qualche giorno.
Rispetto al PRK-LASEK, il LASIK causa in genere meno fastidi (non c'è generalmente dolore post operatorio, mentre nel PRK il fastidio può persistere per 2-3 giorni circa) e un recupero più veloce, ma è una tecnica più invasiva nei confronti della cornea, perché la parte esposta non viene intaccata, ma al tempo stesso la cornea viene sezionata e operata in zona più profonda.

### iLASIK
La iLASIK, conosciuta anche come IntraLASIK o FemtoLASIK, è una variante della tecnica LASIK. Consiste nell'uso di un laser a femtosecondi per la creazione del flap corneale, al posto della lama chirurgica (microcheratomo) utilizzato nella LASIK tradizionale. Si procede, poi, all'utilizzo del laser a eccimeri per correggere il difetto visivo. In questo modo si ottiene un flap più sottile, che in generale offre maggiore sicurezza e soddisfazione del paziente. Tuttavia non è ancora statisticamente provato se la tecnica dia risultati migliori della LASIK in termini di acutezza visiva, ci sono studi con risultati pro e contro.

### WG-PRK e WG-LASIK
WG-PRK (sigla di wavefront guided photorefractive keratectomy, fotocheratectomia refrattiva guidata da fronte d'onda) è un termine molto recente che indica il trattamento PRK guidato da una mappa aberrometrica dell'occhio del paziente. Discorso analogo per il WG-LASIK. Sono anche detti laser di quarta generazione, in cui non si tiene solo conto della refrazione oculare ma più precisamente della mappa aberrometrica.

### SMILE
SMILE (dall'inglese small incision lenticule extraction) è una tecnica più recente rispetto a LASIK e sviluppata da Carl Zeiss Meditec; prevede l'estrazione lenticolare mediante una piccola incisione per correggere chirurgicamente la miopia e curare l'astigmatismo.
Diversamente da altre tecniche, invece di sollevare un lembo corneale o attuare un'ablazione superficiale per accedere al sito di trattamento, viene utilizzato un singolo laser a femtosecondi per creare un sottile lenticolo di tessuto che viene poi rimosso manualmente dallo stroma corneale attraverso una o due piccole incisioni corneali periferiche, mediamente da 2 a 4 mm. La riduzione delle dimensioni dell'incisione aumenta la resistenza meccanica della cornea e riduce il rischio di secchezza oculare postoperatoria. Ne esistono ulteriori varianti con leggere differenze denominate FLEx (femtosecond lenticule extraction) e ReLEx (refractive lenticule extraction).

### Cheratocoagulazione Radiale
Nota anche come termocheratoplastica radiale, è una tecnica inventata dal chirurgo oculista Fyodorov nel 1985 che prevede la deformazione della periferia corneale al fine di incurvare maggiormente la zona ottica, correggendo in questo modo l'ipermetropia. Si effettua con un microscopico ago incandescente, il cheratocoagulatore, portato alla temperatura di 700 gradi centigradi, il quale viene inserito nella cornea per un periodo compreso tra uno e quattro decimi di secondo, lasciando spot a raggiera sul tessuto corneale. Introdotta in Europa nel 1988 da un chirurgo italiano, è stata generalmente sostituita dalla cheratoplastica conduttiva o dalla termocheratoplastica laser. A causa del carattere elastico della cornea, in entrambe le metodiche si riscontra una diminuzione della correzione dopo qualche anno, problema che può essere risolto ripetendo l'operazione.

### Termocheratoplastica Laser
Introdotta nei primi anni '90 del secolo scorso, la termocheratoplastica laser (LTK) è utilizzata solo nei casi di ipermetropia e astigmatismo, si serve di un laser a olmio che sfrutta l'effetto di contrazione termica della cornea per correggere il difetto. È possibile una diminuzione della correzione ottenuta col passare del tempo.

### Cheratoplastica Conduttiva
La cheratoplastica conduttiva (CK) è una metodica simile alla Cheratocoagulazione Radiale ed alla LTK, sfrutta infatti la proprietà di contrazione del collagene corneale per alterare la forma della cornea, correggendo in tal modo il difetto ipermetropico. Nel caso della CK, tuttavia, sono le onde radio emesse a creare questo effetto.

### Cheratotomia Radiale
È una tecnica chirurgica inventata dal medico russo Fyodorov nel 1974, che non si serve del laser ma di un bisturi diamantato per modificare la curvatura della cornea e correggere così la miopia.
Sebbene alcuni la considerino superata, altri la ritengono ancora efficace in alcuni casi di miopie basse ed astigmatismo.

### Mini Cheratotomia Radiale Asimmetrica
La Mini Cheratotomia Radiale Asimmetrica (M.A.R.K.) è una tecnica chirurgica ideata dal medico italiano Marco Abbondanza nel 1993, poi perfezionata nel 2005. Tramite delle microincisioni effettuate con bisturi diamantato, si crea un processo di cicatrizzazione controllata della cornea, grazie alla quale il chirurgo è in grado di modificarne lo spessore e la curvatura. In questo modo si corregge l'astigmatismo e si cura il cheratocono di I e II stadio, evitando il ricorso al trapianto di cornea. La M.A.R.K. può essere combinata con il Cross-linking, al fine di rinforzare ulteriormente la cornea.

### Epicheratoplastica
Consiste nell'applicazione di una porzione di cornea proveniente da un donatore, lavorata come se fosse una lente a contatto, sulla cornea del paziente tramite sutura.

### Anelli intrastromali
Sono segmenti semicircolari di materiale plastico inseriti nello spessore della cornea (stroma), al fine di modificarne la curvatura centrale. La particolarità di questo intervento corneale è la reversibilità.

### Femtolaser
Il Laser a Femtosecondi, noto anche come Femtolaser, è una nuova tecnologia di laser infrarosso in grado di modellare la geometria corneale sulla base delle esigenze del chirurgo. Il nome dello strumento deriva dal tempo impiegato dal laser per creare degli spot sulla cornea: un femtosecondo rappresenta un milionesimo di miliardesimo di secondo. A differenza del laser a eccimeri, il femtolaser può creare incisioni secondo le esigenze del chirurgo oculista, utili dunque per creare un flap corneale prima di effettuare una LASIK (metodica iLASIK), per effettuare una microincisione nel corso di una cataratta o per procedere ad una cheratoplastica (trapianto di cornea) a stella.
Fino a pochi anni fa il laser a femtosecondi veniva utilizzato per eseguire solamente alcune fasi di interventi chirurgici in oculistica, non per operazioni nella loro interezza. Oggi invece il laser a femtosecondi viene utilizzato in tecniche innovative e mini-invasive da solo, con dei risultati ottimi e che prima risultavano inimmaginabili.

## Chirurgia refrattiva intraoculare
Comprende tecniche che prevedono la sostituzione del cristallino naturale con uno artificiale (lente intraoculare) o l'impianto in un cristallino artificiale parallelo (lenti fachiche). La chirurgia refrattiva intraoculare si esegue nel caso di cataratta, secondo la tecnica sviluppata nel 1960 dal medico russo Fyodorov, o nel caso di un importante difetto di vista che non possa essere corretto lavorando sulla cornea. Sono tecniche mini-invasive, espongono quindi a rare complicanze legate agli interventi che prevedono l'operazione del bulbo.
Per la frazione di pazienti eleggibile a questo tipo di impianto, esistono cristallini artificiali personalizzati, in materiali high-tech più sofisticati e costosi, che correggono anche astigmatismo e presbiopia, eliminando la necessità di portare gli occhiali dopo l’operazione per correggere il difetto residuo di visione da vicino o da lontano.